# Michael Mariot
Pour les articles homonymes, voir Mariot.
Michael Ryan Mariot (né le 20 octobre 1988 à West Hills, Californie, États-Unis) est un lanceur de relève droitier des Phillies de Philadelphie de la Ligue majeure de baseball.

## Carrière
Joueur des Cornhuskers de l'Université du Nebraska à Lincoln, Michael Mariot est repêché en 8e ronde par les Royals de Kansas City en 2010. Il fait ses débuts dans le baseball majeur comme lanceur de relève pour les Royals le 11 avril 2014 face aux Twins du Minnesota.
Mariot apparaît en relève dans 17 matchs des Royals en 2014, puis deux en 2015. 
Le 30 novembre 2015, il est réclamé au ballottage par les Phillies de Philadelphie.